# Kaplna
Kaplna és un poble i municipi d'Eslovàquia que es troba a la regió de Bratislava, a l'extrem occidental del país, prop de la frontera amb Àustria. La primera menció escrita de la vila es remunta al 1244.

## Demografia
| Godina             | 1994 | 2004   | 2014   | 2024    |
| ------------------ | ---- | ------ | ------ | ------- |
| Nombre de persones | 707  | 719    | 739    | 961     |
| Diferència         |      | +1,69% | +2,78% | +30,04% |

| Godina             | 2023 | 2024   |
| ------------------ | ---- | ------ |
| Nombre de persones | 950  | 961    |
| Diferència         |      | +1,15% |